# Adam des Y-Chromosoms
Adam des Y-Chromosoms ist eine Bezeichnung aus der Archäogenetik für jenen urzeitlichen Mann, der mit allen zu einem bestimmten späteren Zeitpunkt lebenden Männern über eine ununterbrochene Abstammungslinie ausschließlich männlicher Nachkommen verwandt ist. Ein „Adam des Y-Chromosoms“ ist also der gemeinsame Stammvater aller zu einem bestimmten Zeitpunkt lebenden Männer, den man rekonstruiert, wenn man Abstammung ausschließlich über Väter und männliche Ahnen definiert (paternal), Mütter und weibliche Ahnen völlig außer Acht lässt und von mehreren unter dieser Voraussetzung ermittelten gemeinsamen Stammvätern den genealogisch jüngsten auswählt.
Der Begriff und seine Bedeutung ergeben sich daraus, dass das Y-Chromosom im Gegensatz zu anderen Chromosomen ausschließlich von Vater zu Sohn vererbt wird. Bei einem „Adam des Y-Chromosoms“ handelt es sich damit um den stammesgeschichtlich jüngsten Mann der Gattung Homo, auf den alle zum fraglichen Zeitpunkt existierenden menschlichen Y-Chromosomen zurückgehen. Er ist das männliche Gegenstück zur mitochondrialen Eva, der historisch letzten Frau, die mit allen in einem bestimmten Moment lebenden Menschen durch eine ununterbrochene Linie ausschließlich weiblicher Nachkommen verwandt ist und von der daher alle in diesem Moment existierenden menschlichen Mitochondrien herrühren.

## Identität
Selbst wenn man in einem Gedankenspiel davon ausginge, dass die gesamte Menschheit von einem spezifischen ersten Mann abstammt, dass es also einen echten Stammvater aller Menschen in der Art des Adam der Bibel gegeben hat, ist dieser zwar ein, nicht aber der Adam des Y-Chromosoms. Zeugt der ursprüngliche Adam genau einen Sohn, so wird mit dem Tod des Vaters der Sohn zum neuen Adam. Zeugt der ursprüngliche Adam mehrere Söhne, so bleibt er zwar zunächst auch über seinen Tod hinaus Adam, verliert diese Rolle aber nachträglich an einen seiner Nachkommen, sobald alle bis auf eines der von ihm begründeten „Häuser“ aussterben, sobald also nur noch von einem seiner Söhne männliche Nachkommen existieren. Auch der neue sowie jeder spätere Adam reichen die fragliche Rolle unter analogen Umständen weiter, wobei theoretisch jedes Mal beliebig viele Generationen übersprungen werden können.
Bei einem Adam des Y-Chromosoms muss es sich damit weder um den ersten Mann überhaupt noch um den einzigen Mann seiner Generation handeln. Obwohl ein Adam des Y-Chromosoms per Definition Vorfahre aller zum fraglichen Zeitpunkt lebenden Männer ist, muss er theoretisch nicht unbedingt auch Vorfahre aller zum fraglichen Zeitpunkt lebenden Frauen sein. 
Bei der Begriffserfindung wurde Rückgriff genommen auf das im Allgemeinwissen verankerte Bild von Adam und Eva als Stammeltern aller Menschen.

## Implikationen

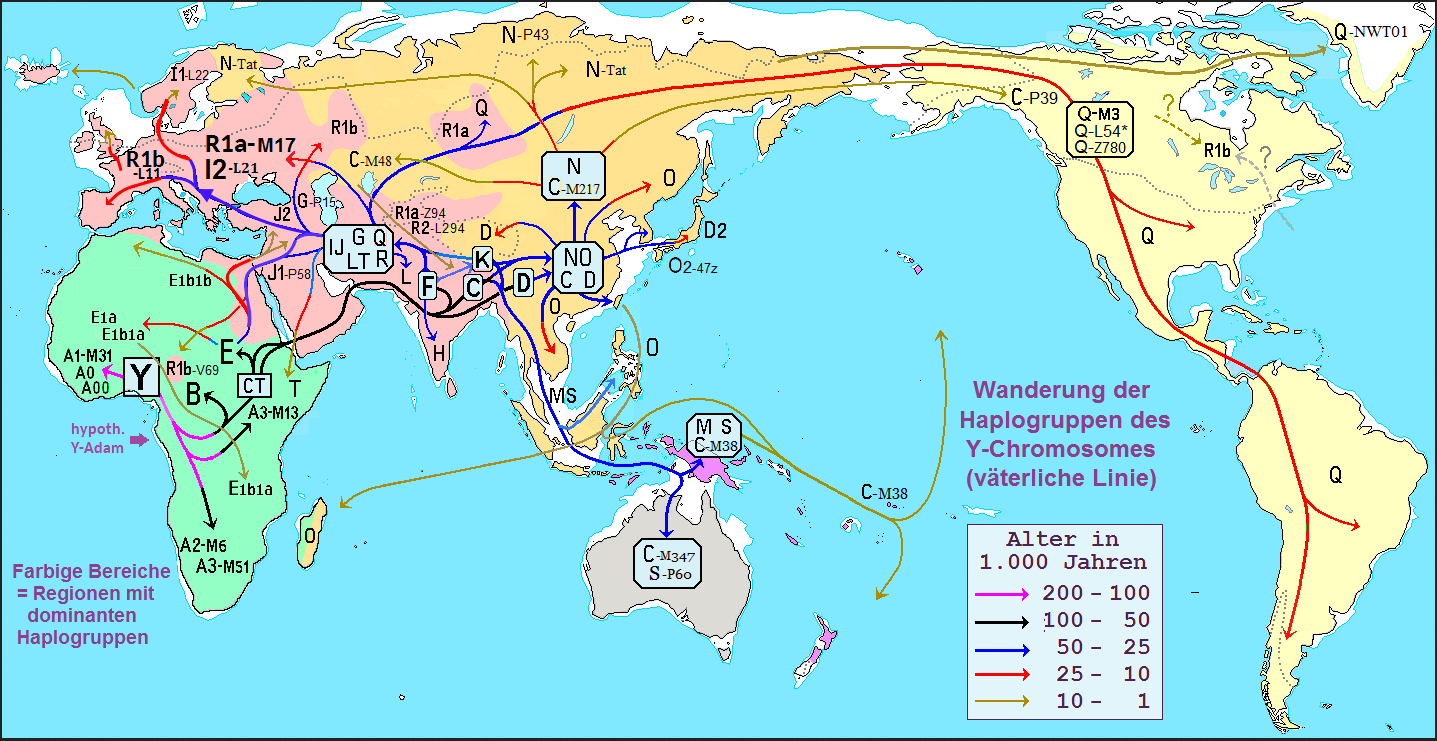
Verteilungswege der verschiedenen Y-DNA (>Haplogruppe)

Der aktuelle Stand der einschlägigen Forschung unterstützt die sogenannte Out-of-Africa-Theorie, der zufolge die gesamte heutige Menschheit von einer überschaubaren und homogenen Population afrikanischer Frühmenschen abstammt. Er entkräftet damit die konkurrierende Hypothese, die heutige Menschheit wäre durch eine Vermischung verschiedener Menschengruppen entstanden, die sich unabhängig voneinander aus verschiedenen geographisch getrennten Vormenschengruppen entwickelt hätten. Das Ergebnis liefert keine Antwort auf die derzeit vieldiskutierte Frage, ob die aktuellen nichtafrikanischen Ethnien auf eine große oder auf mehrere kleine afrikanische Auswanderungswellen zurückgehen.
Aktuelle Forschungsergebnisse sagen aus, dass zu einem gewissen Grad Verpaarungen zwischen unterschiedlichen Arten der Gattung Homo stattgefunden haben. So wurden in den Jahren 2013 bis 2015 von dem Forscherteam um den schwedischen Wissenschaftler Svante Pääbo neue Erkenntnisse zur Vermischung veröffentlicht:
- Verbesserte Analysemethoden zeigten einen Genfluss von bis zu 4 % Neandertaler-Genen zum Genpool heutiger Europäer und Asiaten.[1]
- Forschungsdaten zu den Homo-sapiens-Fossilien von Peștera cu Oase in Rumänien und Ust-Ischim in Sibirien sowie zu dem Fund von Denisova untermauerten diese Aussagen.[2]
- Allerdings wurde Genfluss bislang nur in eine Richtung (Verpaarung von Homo-sapiens-Männern mit Neandertaler-Frauen) und nicht von Neandertaler-Männern zu Homo-sapiens-Frauen nachgewiesen.[3][4]

## Genetik
Das Y-Chromosom rekombiniert über 95 % seiner Länge nicht mit dem X-Chromosom. Die DNA aller Männer muss daher in diesem Bereich auf einen einzigen Vorfahren zurückgehen, also monophyletisch sein.
Im Vergleich zu Menschenaffen zeigt das Y-Chromosom deutlich größere Sequenzunterschiede als die Autosomen. Zum Beispiel unterscheiden sich die Y-Chromosomen von Mensch und Schimpanse um 1,7 %, Autosomen aber durchschnittlich um nur 1,25 %. Innerhalb der Arten sind die Diversitäten des Y-Chromosoms aber deutlich geringer als bei Autosomen. Das Y-Chromosom wird nur über die männliche Keimbahn vererbt, bei der die Mutationsrate etwas höher ist als in der weiblichen. Das erklärt die höhere Divergenz der Sequenzen zwischen Primaten.
Einer der Faktoren für die genetische Diversität innerhalb der menschlichen Population ist die geringere effektive Populationsgröße. Sie ist nur etwa ¼ so groß wie die von Autosomen und entspricht damit etwa derjenigen der mitochondrialen DNA. Das Alter der Mitochondrialen Eva und des Adams des Y-Chromosoms muss also ähnlich, aber nicht identisch sein, da die tatsächlichen effektiven Populationsgrößen durchaus unterschiedlich sein können.

Übersicht der möglichen Entwicklung von Y-DNA-Haplogruppen beginnend vom Zweig CT. Dargestellt sind auch die dominierenden Haplogruppen im euroasiatischen und nordostafrikanischen Raum.

### Genetische Diversität
Obwohl die aktuelle Populationsgröße des Menschen weit höher ist als die sonstiger Menschenaffen, ist die genetische Diversität beim Menschen deutlich kleiner. Bei einer Studie eines 3.000 Basen langen DNA-Segmentes auf dem Y-Chromosom von 101 Gemeinen Schimpansen und sieben Bonobos fand man 23 variable Positionen, während 42 Menschen in der gleichen Region gar keine Unterschiede untereinander zeigten. Auch der Orang-Utan zeigt eine viel höhere genetische Diversität als der Mensch.
| Locus       | Schimpanse vs. Mensch | Bonobo vs. Mensch | Gorilla vs. Mensch | Orang-Utan vs. Mensch | Referenz |
| ----------- | --------------------- | ----------------- | ------------------ | --------------------- | -------- |
| mtDNA       | 3- bis 4-mal so hoch  | höher             | höher              | höher                 | [ 7 ]    |
| Y-Chromosom | höher                 | höher             | geringer           | höher                 | [ 6 ]    |
| X-Chromosom | 3-mal so hoch         | keine Daten       | 2-mal so hoch      | 3,5-mal so hoch       | [ 8 ]    |

Der Gorilla zeigt als einziger Hominoid eine geringere genetische Diversität des Y-Chromosoms als der Mensch, obwohl seine genetische Diversität bei mitochondrialer DNA und dem  X-Chromosom wesentlich höher ist. Ursache ist die spezielle soziale Struktur der Gorillas. Sie leben in Gruppen, in denen ein dominantes Männchen (Silberrücken) alle Weibchen begattet. Das reduziert die effektive Populationsgröße des Y-Chromosoms, was dessen geringe genetische Diversität zur Folge hat.
Die Diversität des Y-Chromosoms beim Menschen ist in Afrika am größten. So gibt es nur in Afrika die sehr alten Makro-Haplogruppen A und B, wohingegen weitere Makrohaplogruppen sowohl in Afrika als auch außerhalb Afrikas zu finden sind. Die Haplogruppen außerhalb Afrikas sind stark verästelt, was typisch für expandierende Populationen ist. Die nur scheinbar größere Diversität der Y-Chromosomen in Europa und Asien rührt daher, dass die Anthropologen die Makrohaplogruppen Eurasiens in jüngere Unterhaplogruppen (z. B. die Makrohaplogruppe F in die Haplogruppen G bis R) unterteilt haben, um weitere, jüngere Siedlungsetappen nachvollziehen zu können.
| Locus                              | Afrika | Asien | Europa | Referenz |
| ---------------------------------- | ------ | ----- | ------ | -------- |
| mtDNA (Unterschiede paarweise)     | 2,08   | 1,75  | 1,08   | [ 9 ]    |
| Y-Chromosom (43 Marker)            | 0,841  | 0,904 | 0,852  | [ 10 ]   |
| X-Chromosom (Nukleotid-Diversität) | 0,035  | 0,025 | 0,034  | [ 11 ]   |
| Autosomen (Nukleotid-Diversität)   | 0,115  | 0,061 | 0,064  | [ 12 ]   |

Anmerkung: Afrika würde auch für das Y-Chromosom die höchste Diversität zeigen, wenn man die genetische Diversität als Zahl der paarweise vorliegenden Unterschiede mäße.

### Genetischer Stammbaum
Anders als bei der mitochondrialen DNA unterscheiden sich die DNA-Sequenzen des Y-Chromosoms nur wenig von Mensch zu Mensch. Wollte man einen Stammbaum nur durch Vergleich von Sequenzen generieren, wie bei der Mitochondrialen Eva, wären sehr lange Sequenzen erforderlich. Das hätte vor allem Anfang der 1990er, als die ersten Studien dieser Art anfingen, ungeheuer hohe Kosten zur Folge gehabt. Stattdessen arbeiten die Forscher mit genetischen Markern. Die ersten Marker wurden 1985 entdeckt. Seitdem kommen immer mehr Marker hinzu. Die DHPLC-Technik (Denaturing high performance liquid chromatography) leistet hierzu einen wichtigen Beitrag.
- Die Stammbäume weisen eindeutig auf einen afrikanischen Ursprung des Y-Chromosoms hin, wenn auch nicht so deutlich wie bei der mitochondrialen DNA.
- Die zwei ältesten Äste des Baums (A und B) sind praktisch spezifisch für Afrika, allerdings gehören nur etwa 13 % der Y-Chromosomen in Afrika in diese Haplogruppen.[13]

### Das Alter von Adam
Das Schätzen der Zeit bis zum letzten gemeinsamen menschlichen paternalen Vorfahren ist besonders schwierig. Ältere Studien ergaben ein erstaunlich junges Alter des Adams des Y-Chromosoms, wenngleich mit großen Fehlerintervallen. Thomson  u. a. (2000) schätzten die Zeit bis zum letzten gemeinsamen Vorfahren auf etwa 60.000 Jahre (60.000 bis 90.000).  Stimmen diese Ergebnisse, so bedeutet dies, dass der Adam des Y-Chromosoms nur kurze Zeit vor dem ersten großen Exodus aus Afrika gelebt hat. Das unterscheidet ihn ganz klar von der Mitochondrialen Eva, die vor etwa 175.000 Jahren gelebt hat. Das sehr junge Alter des Y-Chromosoms würde auch erklären, warum dessen genetische Diversität in Afrika nicht wesentlich höher ist als in Eurasien und warum sie insgesamt beim Menschen so niedrig ist. Zudem erklärt es, warum im Stammbaum des Y-Chromosoms Afrikaner nicht so klar von Nicht-Afrikanern separiert sind, wie das bei der mitochondrialen DNA der Fall ist.
Eine 2013 publizierte Studie berechnete jedoch für das Y-Chromosom eines Afroamerikaners („Albert Perry“), dass es sich bereits vor 338.000 Jahren von allen anderen Y-Chromosom-Linien abgesondert habe und Ähnlichkeiten mit den Y-Chromosomen einer Gruppe von elf Männern im afrikanischen Kamerun aufweise.
2013 wurde schließlich in Science eine weitere Studie publiziert, der zufolge die mitochondriale Eva vor 99.000 bis 148.000 Jahren lebte und der „Adam des Y-Chromosoms“ vor 120.000 bis 156.000 Jahren.
|  | Adam des Y-Chromosoms |     |    |            |        |          |          |          |          |          |          |    |    |    |    |    |     |     |    |   |   |    |   |        |        |     |     |     |    |  |  |  |  |  |  |  |  |  |  |
|  |                       | A00 |    | A0’1'2’3'4 |        |          |          |          |          |          |          |    |    |    |    |    |     |     |    |   |   |    |   |        |        |     |     |     |    |  |  |  |  |  |  |  |  |  |  |
|  |                       |     | A0 | A1’2'3’4   |        |          |          |          |          |          |          |    |    |    |    |    |     |     |    |   |   |    |   |        |        |     |     |     |    |  |  |  |  |  |  |  |  |  |  |
|  |                       |     |    | A1         | A2’3'4 | A2’3'4   | A2’3'4   |          |          |          |          |    |    |    |    |    |     |     |    |   |   |    |   |        |        |     |     |     |    |  |  |  |  |  |  |  |  |  |  |
|  |                       |     |    |            | A2’3   | A4=BCDEF | A4=BCDEF | A4=BCDEF | A4=BCDEF | A4=BCDEF | A4=BCDEF |    |    |    |    |    |     |     |    |   |   |    |   |        |        |     |     |     |    |  |  |  |  |  |  |  |  |  |  |
|  |                       |     |    | A2         | A3     |          | B        | B        | CT       | CT       | CT       | CT | CT |    |    |    |     |     |    |   |   |    |   |        |        |     |     |     |    |  |  |  |  |  |  |  |  |  |  |
|  |                       |     |    |            |        |          |          |          |          |          |          | \| |    |    |    |    |     |     |    |   |   |    |   |        |        |     |     |     |    |  |  |  |  |  |  |  |  |  |  |
|  |                       |     |    |            |        |          | DE       | DE       | DE       | DE       | CF       |    |    |    |    |    |     |     |    |   |   |    |   |        |        |     |     |     |    |  |  |  |  |  |  |  |  |  |  |
|  |                       |     |    | D          | D      | E        |          |          |          | C        | C        | F  | F  |    |    |    |     |     |    |   |   |    |   |        |        |     |     |     |    |  |  |  |  |  |  |  |  |  |  |
|  |                       |     |    |            |        |          |          | \|       |          |          |          |    |    |    |    |    |     |     |    |   |   |    |   |        |        |     |     |     |    |  |  |  |  |  |  |  |  |  |  |
|  |                       |     |    |            |        |          |          |          | G        | G        | G        | G  | G  | G  | G  | G  | IJK | IJK | H  | H | H |    |   |        |        |     |     |     |    |  |  |  |  |  |  |  |  |  |  |
|  |                       |     |    |            |        |          |          |          | \|       |          |          |    |    |    |    |    |     | \|  |    |   |   |    |   |        |        |     |     |     |    |  |  |  |  |  |  |  |  |  |  |
|  |                       |     |    |            |        |          | G1       | G2       | G2       | G2       | G2       | G2 | G2 |    |    | IJ | K   | K   | K  | K | K | K  |   |        |        |     |     |     |    |  |  |  |  |  |  |  |  |  |  |
|  |                       |     |    |            |        |          |          |          |          |          |          |    |    |    |    | \| |     |     |    |   |   | \| |   |        |        |     |     |     |    |  |  |  |  |  |  |  |  |  |  |
|  |                       |     |    |            |        |          |          |          |          |          |          |    | I  | I  | J  | J  |     |     |    |   | L | L  | L | K(xLT) | K(xLT) | T   | T   | T   |    |  |  |  |  |  |  |  |  |  |  |
|  |                       |     |    |            |        |          |          |          |          |          |          |    | \| |    |    |    | \|  |     |    |   |   |    |   | \|     |        |     |     |     |    |  |  |  |  |  |  |  |  |  |  |
|  |                       |     |    |            |        |          |          |          |          |          | I1       |    |    | I2 |    |    | J1  |     | J2 |   |   |    | M | NO     | NO     | P   | P   | S   | S  |  |  |  |  |  |  |  |  |  |  |
|  |                       |     |    |            |        |          |          |          |          |          |          |    |    |    |    |    |     |     |    |   |   |    |   | \|     |        |     | \|  |     |    |  |  |  |  |  |  |  |  |  |  |
|  |                       |     |    |            |        |          |          |          |          |          |          |    | \| | \| | \| |    |     |     |    |   |   |    |   |        |        |     | \|  |     |    |  |  |  |  |  |  |  |  |  |  |
|  |                       |     |    |            |        |          |          |          |          |          | N        | N  | O  | O  |    |    |     |     |    |   |   |    |   |        |        | Q   | R   | R   |    |  |  |  |  |  |  |  |  |  |  |
|  |                       |     |    |            |        |          |          |          |          |          |          |    |    |    |    |    |     |     |    |   |   |    |   |        |        |     |     | \|  |    |  |  |  |  |  |  |  |  |  |  |
|  |                       |     |    |            |        |          |          |          |          |          |          |    |    |    |    |    |     |     |    |   |   |    |   |        |        | R1  | R1  | R2  | R2 |  |  |  |  |  |  |  |  |  |  |
|  |                       |     |    |            |        |          |          |          |          |          |          |    |    |    |    |    |     |     |    |   |   |    |   |        |        | \|  |     |     |    |  |  |  |  |  |  |  |  |  |  |
|  |                       |     |    |            |        |          |          |          |          |          |          |    |    |    |    |    |     |     |    |   |   |    |   | R1a    | R1a    | R1a | R1b | R1b |    |  |  |  |  |  |  |  |  |  |  |
|  |                       |     |    |            |        |          |          |          |          |          |          |    |    |    |    |    |     |     |    |   |   |    |   |        |        |     |     |     |    |  |  |  |  |  |  |  |  |  |  |

### Selektion
Alle Studien über die Abstammung eines Locus wie des Y-Chromosoms nehmen implizit an, dass der Locus nicht unter Selektion steht, die verschiedenen Haplotypen also neutrale Variationen sind. Selektion verringert die genetische Diversität, da die vorteilhaften Y-Chromosomen sich in der Population ausbreiten und weniger vorteilhafte verdrängen. Krausz  u. a. (2001) beschrieben einen Haplotyp bei dänischen Männern, der mit einer verringerten Zahl von Spermien assoziiert ist. Einen wirklichen Beweis für Selektion auf dem Y-Chromosom gibt es bislang aber noch nicht.